# برهان، راولپندی
برهان (به انگلیسی: Burhan) یک روستا در پاکستان است که در پنجاب واقع شده‌است.